# 飞机草
飞机草（学名：Chromolaena odorata），又名香泽兰、暹罗草，是一种菊科泽兰族香泽兰属多年生草本植物，原产于北美墨西哥等地，已经在东南亚、非洲西部和大洋洲部分地区被引进。飞机草的繁殖力极强，是一种具有竞争性的有害物种，其在2003年已被中国政府列入《中国第一批外来入侵物种名单》中。飞机草更被認為是在非洲熱帶雨林的入侵物种中影響最大的草。國際自然保護聯盟物種存續委員會的入侵物種專家小組（ISSG）列為世界百大外來入侵種。
飞机草含有致癌物質双稠吡咯啶生物碱。
於早期，飞机草被劃分為泽兰属。後來，人們才將之劃分為泽兰族。

## 形态特征
多年生草本，植株高约1－3米，最高可达7米左右，根茎粗壮，横走。茎直立，呈苍白色，表面有细条纹；分枝粗壮，常对生，水平射出伸展，与主茎成直角，有少量分披互生而与主茎成锐角；全部茎枝被稠密黄色茸毛或短柔毛。叶对生，卵形、三角形或卵状三角形，先端短渐尖，长4－10厘米，宽1.5－5厘米，质地稍厚，有叶柄，柄长1－2厘米，上面绿色，下面淡绿色，两面粗涩，被长柔毛及红棕色腺点，下面及沿脉的毛和腺点稠密，基部平截或浅心形或宽楔形，顶端急尖，基出三脉，侧面纤细，在叶下面稍突起，边缘有稀疏的粗大而不规则的圆锯齿或全缘或仅一侧有锯齿或每侧各有一个粗大的圆齿或三浅裂状，花序下部的叶小，常全缘。
头状花序多数或少数在茎顶或枝端排成伞房状或复伞房状花序，花序径常3－6厘米，少有13厘米的。花序梗粗壮，密被稠密的短柔毛。总苞圆柱形，长1厘米，宽4－5毫米，约含20个小花；总苞片3－4层，覆瓦状排列，外层苞片卵形，长2毫米，外面被短柔毛，顶端钝，向内渐长，中层及内层苞片长圆形，长7－8毫米，顶端渐尖；全部苞片有三条宽中脉，麦杆黄色，无腺点。花白色或粉红色，花冠长5毫米，管状，淡黄色，柱头粉红色。瘦果狭线形，黑褐色，长4－5毫米，5棱，无腺点，沿棱有稀疏的白色贴紧的顺向短柔毛。花果期4－12月。

## 分布
飞机草原产于北美墨西哥等地，在南美洲、亚洲、非洲热带地区广泛分布。飞机草在20世纪20年代早期曾作为一种香料植物引种到泰国栽培，1934年在中国云南南部被发现。第二次世界大战期间其被引入海南，除此之外在中国大陆境内主要分布于福建、云南等地，香港、澳门、台湾也有发现。

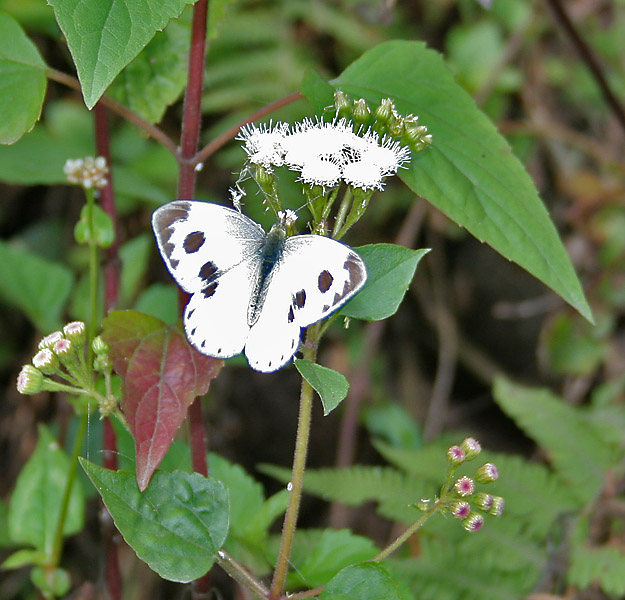
一只东方菜粉蝶（Pieris canidia）停在飞机草上。（攝于印度西孟加拉邦大吉岭县）